# Banisteriopsis alternifolia
Banisteriopsis alternifolia är en tvåhjärtbladig växtart som först beskrevs av Julian Alfred Steyermark, och fick sitt nu gällande namn av B. Gates. Banisteriopsis alternifolia ingår i släktet Banisteriopsis och familjen Malpighiaceae. Inga underarter finns listade i Catalogue of Life.